# Avon Viaduct (Westfield)
Der Avon Viaduct ist eine Eisenbahnbrücke über den Avon, der an dieser Stelle die Grenze zwischen den schottischen Council Areas West Lothian und Falkirk bildet. 1972 wurde das Bauwerk in die schottischen Denkmallisten in der höchsten Kategorie A aufgenommen.

## Beschreibung
Der 201 m lange Mauerwerksviadukt liegt wenige hundert Meter nordwestlich der kleinen Ortschaft Westfield. Er führte die eingleisige Bahnstrecke Glasgow-Bathgate-Edinburgh der Monkland Railway über den Avon. Die Grundsteinlegung erfolgte am 11. August 1854. Die Brücke führt in 16 Bögen über den Fluss, die eine lichte Höhe von 18 m haben. Die mittleren zwölf Bögen über dem Wasser weisen eine Weite von je rund 14 m auf, die beiden Bögen an den Enden der Brücke, die noch über festem Grund stehen sind etwas kleiner. Die steinerne Bogenbrücke wird heute nicht mehr genutzt.